# Emisní povolenka

Ceny emisních povolenek mezi lety 2008–2022

Emisní povolenka EU (EUA) je nástroj Evropské unie ke snížení emisí skleníkových plynů. Povolenky jsou rozdělovány Evropskou komisí podle tzv. uhlíkové náročnosti jednotlivých národních ekonomik. Z Evropské komise putují povolenky do rukou státních zřízenců, kteří je rozdělí mezi producenty skleníkových plynů. Od vlastněného počtu povolenek se odvíjí, kolik emisí skleníkových plynů mohou subjekty vypustit do ovzduší za stanovené období.
Na evropských energetických burzách je zprostředkováván nákup a prodej emisních povolenek za tržní ceny. Největším systémem emisního obchodování je Evropský systém pro obchodování s emisemi (European Union Emissions Trading System, EU ETS), jehož součástí je i Česká republika. Systém se vztahuje na emise oxidu uhličitého, oxidu dusného, zcela fluorovaných uhlovodíků, metanu, částečně fluorovaných uhlovodíků, fluoridu sírového, na elektrárny, na širokou škálu energeticky náročných průmyslových odvětví a na letadla létající mezi státy EU, Norska a Islandu.
Část zisků z prodeje povolenek putuje do Inovačního fondu spravovaného Evropskou komisí. Pro období 2020 až 2030 obdržel fond 450 milionů povolenek. Další část povolenek putuje do Modernizačního fondu, z kterého prostředky formou dotací rozděluje Evropská komise do chudších částí EU.

## EU ETS
Jedná se o mezinárodní systém obchodování s povolenkami na emise skleníkových plynů. Je zřízen na základě předpisu Evropské unie (Směrnice 2003/87/ES zřizující systém pro obchodování s povolenkami na emise skleníkových plynů v EU). Je to základní kámen politiky EU při řešení změn klimatu snížením emisí skleníkových plynů. V České republice z tohoto předpisu vychází Zákon o podmínkách obchodování s povolenkami na emise skleníkových plynů.
Podle novely zákona o podmínkách obchodování s emisními povolenkami z roku 2024 rozděluje výnosy Státní fond životního prostředí. O rozdělování bude rozhodovat Výbor pro využití peněžních prostředků z dražeb povolenek a Modernizačního fondu, čímž bude zachován vliv ministerstva životního prostředí, průmyslu, financí, zemědělství dopravy, práce a sociálních věcí a ministerstva pro místní rozvoj. Podle směrnice Evropského parlamentu a Rady EU musí jít od roku 2024 celých 100 % výnosů na projekty určené k „ochraně klimatu“ (dříve pouze 50 %), což je například snižování emisí, rozvoj OZE, rozvoj sítí pro distribuci elektřiny a technologií, které přispívají k přechodu na bezpečné a udržitelné nízkouhlíkové hospodářství a podobně.
Systém EU pro obchodování s emisemi funguje na principu stanovení limitu (stropu). Limitem je předem stanovené množství konkrétních skleníkových plynů, které může být vypuštěné do ovzduší za určené období. Strop se postupem času snižuje, aby celkový objem emisí vypuštěných do ovzduší klesal.

### 1. fáze (2005–2007)
Jednalo se o tříletý pilotní program pro přípravu na druhou fázi, kdy EU ETS bude muset efektivně fungovat, aby se EU podařilo splnit její kjótské cíle. Tato fáze zahrnovala pouze emise CO2. Povolenky byly podnikům poskytované zdarma. V první fázi se podařilo ustanovit cenu za uhlík a zřídit volný trh s emisními povolenkami. 

### 2. fáze (2008–2012)
Druhá fáze se shodovala s prvním obdobím závazků Kjótského protokolu, kde měly země v EU ETS konkrétní cíle snížení emisí, které musí splnit. Ve druhé fázi se do systému připojily i země, které nejsou členy Evropské unie (Island, Norsko a Lichtenštejnsko). Zavedeno do EU ETS bylo letectví a emise oxidu dusného. V důsledku hospodářské krize v roce 2008 došlo k velkému snížení emisí, a to vedlo k přebytku povolenek, což během druhé fáze silně zatížilo cenu uhlíku. 

### 3. fáze (2013–2020)
V předchozích dvou fázích nebyl nastaven společný celoevropský strop, k zemím v EU ETS bylo přistupováno individuálně (vnitrostátní strop). Ve třetí fázi byl zaveden jednotný celoevropský strop. Zahrnuto bylo více sektorů a plynů.

### 4. fáze (2021–2030)
14. července 2021 přijala Evropská komise řadu legislativních návrhů, které stanovují, jak hodlá dosáhnout klimatické neutrality v EU do roku 2050. Jako průběžný cíl se stanovilo do roku 2030 dojít ke snížení emisí skleníkových plynů o 55 % do roku 2030. K dosažení takového cíle musí odvětví, na která se vztahuje systém EU pro obchodování s emisemi, snížit své emise o 43 % ve srovnání s hodnotami z roku 2005.

### ETS II
Roku 2023 bylo Evropským parlamentem přijato zavedení systému ETS 2. Od roku 2027 tak začnou platit emisní povolenky na osobní dopravu a vytápění budov.